# An-28 (航空機)
An-28/Ан-28
ウクライナのチャイカ航空会社のAn-28
- 用途：旅客機、多目的輸送機
- 設計者：KMZ
- 製造者：KMZ、PZL-WSK
- 運用者

-  アエロフロート・ソ連航空
-  タジキスタン航空
-  キルギスタン航空
-  ボストーク航空
-  チャイカ航空会社
-  リヴォニア航空
-  ポーランド空軍他

- 初飛行：1969年9月
- 生産数：191機
- 生産開始：1984年7月22日
- 運用開始：1993年
- 運用状況：現役

An-28（アントノフ28；ウクライナ語：Ан-28アーン・トルィーッツャチ・ヴィースィム；ロシア語：Ан-28アーン・トリーッツァチ・ヴォースィェミ）は、ソ連・ウクライナ共和国のキーウ械工場（KMZ；現ウクライナのANTK アントーノウ）で開発された小型多目的輸送機である。生産は主としてポーランドのPZL-WSK社で行われ、PZL An-28（ポーランド語：PZL An-28ペゼトエール・アーン・ドヴァヂェーシチャ・オーシェム）と呼ばれた。北大西洋条約機構（NATO）で用いられたNATOコードネームでは「キャッシュ」（Cash）と呼ばれた。

## 概要

### 開発
小型の双発輸送機であるAn-28は、1958年に初飛行した双発小型旅客機An-14 プチョールカの更新型として開発された。設計に当たったANTK アントーノフは、An-14の基本設計を最大限生かした小型機として計画を進めた。

### An-14M
1960年代初頭、An-14が完成すると早速そのジェット化に対する試みが開始された。いくつかの機体が計画されたのち、十分なエンジンを得て完成した最初のジェット型An-14がAn-14M（Ан-14М）であった。
エンジンは、An-14のイーフチェンコ製レシプロエンジンAI-14RFにかえて640馬力のOMKB マールス製ターボプロップエンジンGTD-550ASが搭載された。胴体と主翼は延長され、胴体左舷には乗降用扉が設けられた。また、降着装置は完全引込み式のものに改められた。
An-14Mは、機体番号：SSSR-1968（СССР-1968）と書かれた1機が製造された。初飛行は1968年4月30日に実施された。その後、機体各部の修正を経て2機目の試作機#SSSR-19681が完成した。この機体には、より強力なTVD-850 エンジンが搭載されていた。#SSSR-19681は1969年9月にキエフで初飛行し、その後1973年からはモスクワで各種試験に入った。

### An-28
An-14Mの性能に満足したオレーク・アントーノフは、#SSSR-19681を元に量産型となるAn-28の完成を決めた。
An-28は、ベリーエフの提案したBe-30を破り、アエロフロート・ソ連航空の新型短距離機に採用された。An-28は、大成功を収めた自局製小型機An-2の後継機の位置を確保することに成功した。
量産化に際し、エンジンは再び変更された。TVD-850にかわって搭載されたのは、3枚プロペラを装備するTVD-10Bであった。このエンジンでは、1基当たりの出力が960馬力に向上されていた。

### 生産

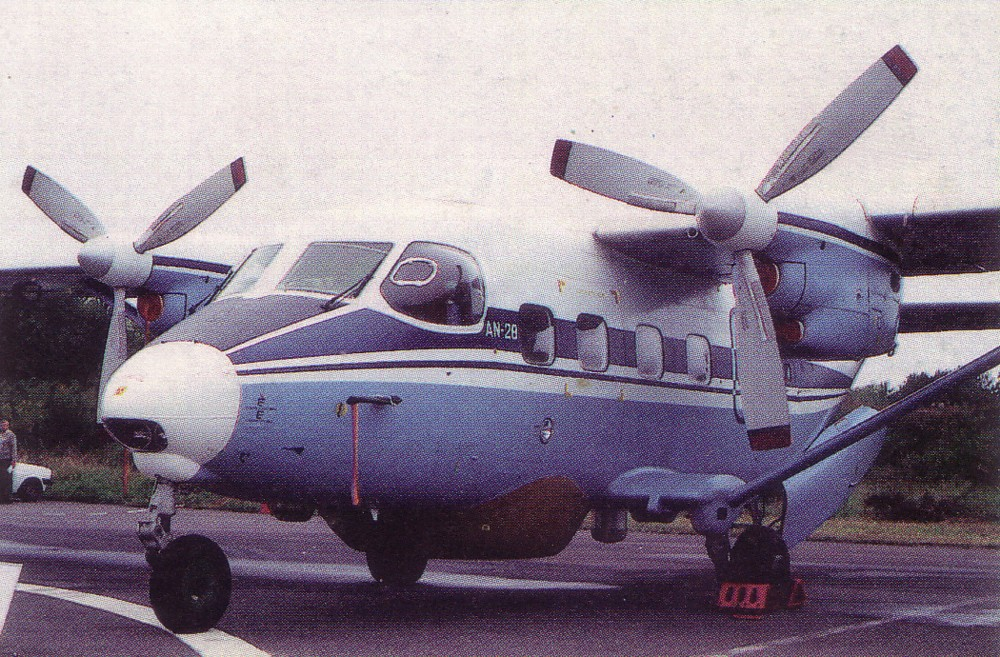
ポーランド製のAn-28

モスクワにおけるAn-14Mの試験は、1975年まで継続された。この年4月に前量産型が飛行し、新たな制式名称An-28を得て生産はポーランドのPZLミェレツに委託されることになった。
ライセンス生産を受け持ったPZLミェレツでは、1978年にAn-28の見本を受領した。生産は1984年7月22日に開始され、1993年に終了されるまでの間に191機のポーランド製An-28が生産された。最初の量産型はPZL An-28と呼ばれ、ソ連で開発された機体とまったく同一のものであった。エンジンは、TVD-10Bをポーランドで生産したPZL-10Sが使用された。この基本型PZL An-28は主としてソ連向けに製造され、その崩壊まで継続された。
PZLミェレツでは、基本型に西側製エンジンを搭載する作業も実施した。この機体にはアメリカ合衆国のP&W製PT6A-65B エンジンが搭載され、An-28 サファリ（An-28 Safari）と呼ばれた。PT6A-65Bは1,100馬力、820kWのターボプロップエンジンで、5枚羽のプロペラを装備していた。また、電子機器の一部も西側使用になっていた。
PZLミェレツでは、1993年7月24日よりこの機体をM-28 スカイトラック(英語版)として生産ラインに乗せた。PZLミェレツでは、1984年の生産開始以来176機以上のPZL An-28/M-28を世界に送り出しており、各種用途に合わせた派生型の開発も行っている。また、アメリカ空軍にC-145Aスカイトラックとして制式採用されている。
一方、ウクライナでもAn-28の後継型が開発されており、An-38と名付けられ生産に入っている。しかし、An-38はM-28より後発であるとはいえ、販売数で大きく引き離されている。

### 派生型
PZL M-28やAn-38の他にも、いくつかのAn-28の派生型が考案されている。
降下部隊輸送機型として開発された機体はAn-28B1（An-28B1）と呼ばれた。また、1990年代初頭にはポーランドで洋上哨戒機型となるAn-28B1K（An-28B1K）やAn-28B1R（An-28B1R；別称:An-28RM ブルィザ；An-28RM Bryza）が開発された。この機体には、ポーランド製のレーダーが搭載され、そのアンテナが機体下面に装備された。
現在、ANTK アントーノウではAn-28の改修案として高級ビジネスジェット機型を提案している。この機体では、機内の静謐性が高められるとともにキャビンの拡大がなされており、乗降口が機首右舷に設けられている。
この他、要員降下機能を備えた森林監視機型や専用無線機器を搭載した製図用写真撮影機型も考案されている。

### 運用
2006年8月の時点で、計68機のAn-28が民間航空会社で運用されていた。その内訳は、アヴルーガ・トランスで11機、タジキスタン航空で8機、キルギスタン航空と東方航空、ブルーウィング航空で5機ずつ、テパヴィア・トランスで4機である。その他の航空会社でも、少数機が運用されている。

## スペック

### An-28
- 翼幅：22.00m
- 全長：12.98m
- 全高：4.60m
- 面積：39.70m2
- 空虚重量：3.5t
- 通常離陸重量：5.6t
- 最大離陸重量：6.5t
- 燃料搭載量：1,812l
- 発動機：OMKB マールスTVD-10B ターボプロップエンジン×2
- 出力：960馬力
- 最大速度：350km/h
- 巡航速度：335km/h
- 行動半径：560km
- 最大航続距離：1,500km
- 実用飛行上限高度：9,000m
- 乗員：1-2名
- ペイロード：2,000kg
- 乗客定員：18名

## 運用者

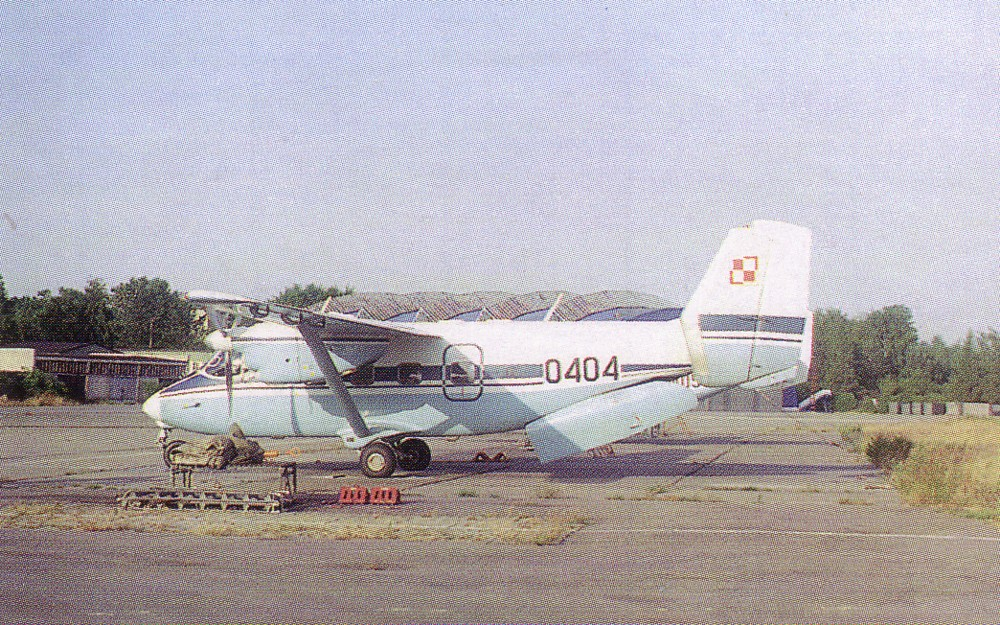
ポーランド海軍のAn-28

ソ連
アエロフロート・ソ連航空
 ウクライナ
チャイカ航空会社
 ロシア連邦
ボストーク航空
ヴォログダ航空
アヴィアプラート
 タジキスタン
タジキスタン航空
 キルギスタン
キルギスタン航空
 カザフスタン
アヴルーガ・トランス
 エストニア
リヴォニア航空
エニメクス
エストニア空軍 - 2024年時点で、2機のM-28スカイトラックを保有。
 モルドバ
テパヴィア・トランス
 ポーランド
アエログルィフ
ポーランド空軍
ポーランド海軍
 シエラレオネ
エア・レオネ
 ガボン
エア・エクセレンス
 コンゴ民主共和国
マリフト・エア
 ケニア
ケニア空軍 - 2024年時点で、3機のC-145Aを保有。
 エクアドル
エクアドル陸軍 - 2024年時点で、1機のM28スカイトラックを保有。
 スリナム
ブルーウィング航空
 ペルー
ペルー陸軍
 アメリカ
アメリカ空軍